# Il manoscritto ritrovato ad Accra
Il manoscritto ritrovato ad Accra (Manuscrito encontrado em Accra) è un romanzo del 2012 di Paulo Coelho.
In Italia è uscito il 19 settembre 2012.

## Trama
(Paulo Coelho, Il manoscritto ritrovato ad Accra)
Il giorno prima che i crociati espugnino Gerusalemme, nel 1099, una folla composta da uomini e donne, vecchi e bambini, Cristiani, Musulmani ed Ebrei, si riunisce nella piazza in cui Pilato si lavò le mani di Gesù, per ascoltare le parole di un vecchio di origine greca che tutti chiamano «Il Copto».
Il vecchio invita la folla a rivolgere la loro attenzione alla vita di tutti i giorni, alle sfide e alle difficoltà che si devono affrontare. Secondo il Copto la vera saggezza viene dall'amore, dalle perdite sofferte, dai momenti di crisi come quelli di gloria e dalla coesistenza quotidiana con l'ineluttabilità della morte. 
Coelho si chiede che cosa sono la bellezza, la solitudine, l'eleganza, il sesso, la lealtà, la sconfitta, il miracolo. Si domanda chi sono i perdenti e i nemici. Affronta i temi del sentirsi inutile e della paura di cambiare. Si pone quesiti esistenziali:  perché la vita s'incarica di pianificare il nostro destino; che cosa racconteranno i sopravvissuti ai propri figli; perché viviamo nell'ansia e quali armi dobbiamo usare quando tutto è perduto.

### Edizioni
- Paulo Coelho, Il manoscritto ritrovato ad Accra, Editora Sextante, 2012
- Paulo Coelho, Il manoscritto ritrovato ad Accra, Bompiani, 2012